# Hillebrand Leuchten
Hillebrand Leuchten (auch bekannt als Egon Hillebrand Leuchtenfabrik oder Hillebrand Lighting) war ein deutscher Hersteller von Lampen und Leuchten mit Sitz in Neheim-Hüsten (heute Teil von Arnsberg, Nordrhein-Westfalen). Das Unternehmen war insbesondere für seine Designs im Stil des Mid-Century-Modern, Bauhaus-inspirierte Leuchten und hochwertige Verarbeitung bekannt. Es produzierte eine breite Palette von Beleuchtungskörpern, darunter Tischlampen, Wandlampen, Deckenleuchten und Pendelleuchten, häufig unter Verwendung von Materialien wie Messing, Murano-Glas und Eisglas. Hillebrand Leuchten war von 1881 bis 1995 aktiv und erhielt zahlreiche Designpreise, darunter zehn Preise des IF Industrie Forum Design seit den 1950er Jahren. Neben Leuchten produzierte das Unternehmen auch zahlreiche andere Produkte. Zu Spitzenzeiten waren bei Hillebrand 250 Menschen beschäftigt.

## Geschichte
Hillebrand Leuchten wurde am 15. Mai 1881 von Egon Hillebrand, einem Klempner- und Installateurmeister, gegründet. Ursprünglich stellte das Unternehmen Nickel-Silber-Deckel für Bierkrüge, Haushaltsgeräte, Kerosinlampen sowie Sturm- und Kutschenlaternen her. Mit der Beteiligung von Franz Hillebrand, dem Sohn des Gründers, verlagerte sich der Fokus um die Jahrhundertwende auf elektrische Beleuchtungskörper und Büromöbel. Hillebrand war eine der Firmen, die zum Aufstieg der Neheimer Leuchtenindustrie in der Zwischenkriegszeit beitrugen. In dieser Zeit gelang es, Berlin bei der Produktion zu überholen. Dazu trug auch die Anstellung des Designers Martin Bormann bei.
Während des Zweiten Weltkrieges wurde die Produktion auf die Rüstungsproduktion umgestellt. Produziert wurden nach einem Zeitzeugeninterview Schaltgeräte für die V1 und V2 Raketen. beschäftigte das Unternehmen Zwangsarbeiter und Zwangsarbeiterinnen. Im Zwangsarbeiterlager Möhnewiesen waren einige von ihnen mit in anderen Firmen Beschäftigten in einer Baracke untergebracht. Andere Firmen wie etwa Brökelmann, Jäger und Busse belegten eine Baracke mit etwa 100 Plätzen für die dort beschäftigten Zwangsarbeiter. An anderen Orten waren weitere 34 Personen untergebracht. In den 1950er Jahren führte Hillebrand die „Rustic“-Linie ein, die hochwertige Lampen für Restaurants und Bauernstuben umfasste. In den 1930er bis 1970er Jahren arbeitete das Unternehmen unter anderem mit italienischen Glasmanufakturen wie Barovier & Toso für Murano-Glas-Elemente zusammen. 1995 meldete Hillebrand Leuchten Insolvenz an. Heute sind die Produkte als Vintage-Designstücke auf Plattformen wie Pamono, 1stDibs und Etsy gefragt, mit Verkaufspreisen zwischen etwa 700 und 2.600 Euro. Im Büro der Bundeskanzler Helmut Schmidt und Helmut Kohl wurde eine große Tischleuchte der Firma (Modell 7377) eingesetzt. 

## Design und Stil
Hillebrand Leuchten war bekannt für seine Designs im Mid-Century-Modern-Stil, die oft Einflüsse aus Bauhaus und Art déco aufwiesen.
Typische Merkmale waren:
- Messing- und Metallkonstruktionen: Viele Modelle hatten Messingrahmen, verchromte Teile oder Gusseisen-Basen, die Robustheit und Eleganz kombinierten
- Glas-Elemente: Verwendung von Murano-Glas (z. B. mit Blasen, Goldflocken oder „Rugiadoso“-Technik) oder Eisglas für diffuse Beleuchtung.
- Funktionale Aspekte: Verstellbare Schwanenhälse, flexible Gelenke und fokussierte Lichtverteilung, ideal für Schreibtische oder Lesebereiche.

Der Stil entwickelte sich von den stromlinienförmigen Designs der 1930er Jahre hin zu organischen Formen in den 1970er Jahren, wie etwa blattförmige Wandlampen oder florale Motive.

## Wichtige Designer
- Egon Hillebrand: Als Gründer und Namensgeber war er vor allem mit frühen Produkten verbunden, jedoch nicht explizit als Designer späterer Modelle dokumentiert.
- Heinz F.W. Stahl: Entwarf Schreibtischlampen wie das Modell 7403 (1970er Jahre) mit Gusseisen-Basis, verstellbarem Schwanenhals und halbrundem Aluminium-Schirm. Erhielt mehrere iF-Design-Awards.
- Heinz Georg Pfaender: Verantwortlich für die Tischlampe „Oslo“ (1961) und die Schreibtischlampe „Bornholm“ (1963).
- Weitere Designer: Ernest Igl, Odo Klose und Martin Bormann[7] arbeiteten für das Unternehmen, oft an modernen Beleuchtungslösungen.